# Cortex-M7
Cortex-M3系列芯片，是ARM公司所推出的新型面对低功耗嵌入式领域的一种32位芯片和以往ARM7系列想比，Cortex-M3系列在指令集优化，运行速度等方面有了较大的提升。现目前是作为低功耗高性能有所需求的嵌入式等领域的选择。